# Etal
Etal is een eiland dat behoort tot Micronesia. 
Het enige zoogdier dat er voorkomt is de vleermuis Pteropus phaeocephalus, en zelfs dat is onzeker.